# Mahabir Singh
Mahabir Singh (* 1. září 1964) je bývalý indický zápasník, volnostylař. V roce 1980 na olympijských hrách v Moskvě obsadil v kategorii do 48 kg páté místo a o čtyři roky později v Los Angeles v kategorii do 52 kg šesté. V roce 1982 obsadil sedmé místo na mistrovství světa a zvítězil na hrách Commonwealthu. V roce 1985 získal ocenění Arjuna Award. 